# Zeferina Amil i Mengual
Zeferina Amil i Mengual (Dénia, 1921 - Sant Cugat del Vallès, 1991) va ser una museògrafa i documentalista que va dedicar bona part de la seva vida professional al Museu Etnològic de Barcelona. En diverses publicacions apareix amb el nom de Zeferina Amil de Panyella.
Nascuda en una família valenciana dedicada a la fruita, es va desplaçar a Barcelona per estudiar i es va llicenciar en Història a la Universitat de Barcelona. Impartí classes a diverses institucions educatives. El 1951 esdevingué documentalista i arxivera del Museu Etnològic de Barcelona. El mateix any es va casar amb August Panyella i Gómez, amb qui van impulsar aquest museu des de la seva creació fins a la seva jubilació. La seva vida conjunta i la seva tasca al museu no es poden separar. Les col·leccions de cultura material que van impulsar durant més de trenta anys destaquen per la diversitat de procedències.
Amil va promoure i divulgar les expedicions del Museu, en va assumir la direcció quan el seu espòs marxava a les diferents campanyes i li va redactar i corregir capítols dels seus llibres. Entre els seus col·laboradors al museu i per dur a terme les expedicions van tenir el mecenes Albert Folch Rusiñol i l'escultor i antropòleg Eduald Serra Guell. També va col·laborar durant la dècada del 1950 a l'Arxiu d'Etnografia i Folklore de Catalunya. Fins al 1975 no va participar en expedicions a la península ibèrica per poder cuidar la mare, el fill i la filla. A partir d'aquest any va anar a les expedicions del Senetal i a la d'Anatòlia i Turquia. Ja jubilada va participar amb Panyella en la creació del Museu de la Vida Rural de l'Espluga de Francolí. La família va dipositar l'Arxiu Panyella Amil al Museu Etnològic de Barcelona, on hi ha correspondència privada, articles i cursos de Zeferina Amil. Va morir a causa d'un càncer.